# Guyuan
Guyuan (cinese: 固原; pinyin: Gùyuán) è una città-prefettura della Cina nella regione autonoma del Ningxia.

## Suddivisioni amministrative
- Distretto di Yuanzhou
- Contea di Xiji
- Contea di Longde
- Contea di Jingyuan
- Contea di Pengyang